# جيم غودارد
جيم غودارد (بالإنجليزية: Jim Goddard)‏ هو مخرج بريطاني، ولد في 2 فبراير 1936 في باترسي في المملكة المتحدة، وتوفي في 17 يونيو 2013.

## وصلات خارجية
- جيم غودارد على موقع IMDb (الإنجليزية)
- جيم غودارد على موقع ألو سيني (الفرنسية)
- جيم غودارد على موقع أول موفي (الإنجليزية)
- جيم غودارد على موقع قاعدة بيانات الأفلام السويدية (السويدية)
- جيم غودارد على موقع قاعدة بيانات الفيلم (الإنجليزية)
- جيم غودارد على موقع كينوبويسك (الروسية)